# 浅田真季

浅田 真季（あさだ まき、1971年12月23日 - ）は、日本の歌手・ラジオパーソナリティである。本名は木村 真季（きむら まき）。

## 人物・来歴
三重県出身。1989年、『Weekly漫画アクション』第3回ミスアクショングランプリを受賞。1991年に桜っ子クラブさくら組で桜 まりえ（さくら まりえ）として活動した後、1995年に『戻りたい 戻れない』でソロデビューした。2002年にはmaki名義でアルバム『foud'amour』をリリース。2009年、FM局のラジオ番組のパーソナリティとして活動。

## ディスコグラフィ

### シングル
1. 戻りたい 戻れない（1995年、テレビ東京『開運!なんでも鑑定団』エンディングテーマ）
2. ごまかしきれない Dancin' in the bathroom （1995年、フジテレビ『週刊スタミナ天国』エンディングテーマ）
3. どこでもCHU （1996年、テレビ東京『TVチャンピオン』エンディングテーマ）
4. だってしょうがないじゃん（1997年、TBSテレビ『MAGA不思議』エンディングテーマ、バンダイ『スーパーノートクラブ』テレビCMイメージソング）

### アルバム
浅田真季名義
1. Flamingo （1996年）

maki名義
1. foud'amour （2002年）
2. 『story』オムニバスアルバム 2曲参加

## 出演

### テレビ番組
- 土曜の朝にふたりでブランチ（千葉テレビ）
- 桜っ子クラブ（テレビ朝日）
- THE Hit Man （中京テレビ、1997年 - 1998年）

### ラジオ番組
- J-POP SQUARE （FM-FUJI、1995年 - 1996年）
- NON-STOP MAKI'S NIGHT （TOKYO FM、1995年 - 1996年）
- 浅田真季のPOSITIVE HEART （bayfm、1995年 - 1996年）
- Doing Up FMA （FM AICHI、1998年 - 1999年）
- Paradise Garage （Radio80、2005年 - 2007年）
- Sugar Beeets! （B-WAVE、2008年）